# Elfenstern
De elfenstern (Sternula nereis) is een zeevogel uit de familie van de meeuwen (Laridae) en de geslachtengroep sterns (Sternini).

## Herkenning
De vogel is 25 cm lang en lijkt sterk op de dwergstern. De elfenstern is meer egaal grijs op de bovenvleugels, heeft een geelbruine snavel zonder zwart puntje en iets kortere poten.

## Verspreiding en leefgebied
Het is een kleine stern en komt voor in de zuidwestelijke Grote Oceaan.
Er worden drie ondersoorten erkend:
- De Australische elfenstern (Sternula nereis nereis) broedt in Australië
- De Nieuw-Caledonische elfenstern (Sternula nereis exsul) broedt op Nieuw-Caledonië
- De Nieuw-Zeeland elfenstern (Sternula nereis davisae) broedt in het noorden van Nieuw-Zeeland. Deze populatie overwintert voornamelijk in Kaipara Harbour (regio Auckland).

## Ecologie
De elfenstern draait een kuiltje in het zand tussen de vloedlijn en de pioniersvegetatie. Ze foerageren op scholen vis in de buurt van land, ze worden daarom zelden op open zee gezien. De oudste vogel in Nieuw-Zeeland was 13 jaar en in Australië 17 jaar oud.

## Status
In 2004 werd deze stern nog beschouwd als niet bedreigde soort. Onderzoek daarna wees uit dat de soort in hoog tempo in aantal afneemt en daarom sinds 2008 als kwetsbaar op de Rode Lijst van de IUCN staat. Oorzaken van de achteruitgang zijn habitatverlies door bouwactiviteiten in de kustgebieden, predatie door verwilderde, geïntroduceerde roofdieren en verstoring door strandrecreatie. In Australië wordt de vogel met redelijk succes beschermd in de laatst overgebleven kolonies en ook het kleine aantal broedvogels in Nieuw-Zeeland van de ondersoort S. n. davisae wordt door het department of Conservation zorgvuldig en met wisselend succes beschermd.